# Thaddäus Meilinger
Thaddäus Meilinger (* 15. Januar 1982 in Gießen) ist ein deutscher Schauspieler und Synchronsprecher.

## Leben
Meilinger wuchs in Hessen auf. Schon als Kind interessierte er sich für die Schauspielkunst. Zudem war er bereits in jungen Jahren als Hörspielsprecher tätig. So sprach er von 1996 bis 2009 in Hanno Herzlers Hörspielserie Weltraum-Abenteuer eine Hauptrolle als Uli Maxwell. Nach seinem Abitur zog er nach Berlin. Er studierte von 2002 bis 2006 an der Hochschule für Schauspielkunst „Ernst Busch“ Berlin und schloss dieses Studium 2006 mit einem Diplom erfolgreich ab.
Vom 16. August 2016 (Folge 6064) bis Ende August 2021 war er in der Rolle des Felix Lehmann bei Gute Zeiten, schlechte Zeiten auf RTL zu sehen. 2025 nahm er an der dritten Staffel von Die Verräter – Vertraue Niemandem! teil.
Meilinger ist seit 2018 verheiratet mit der Schauspielerin Fritzi Malve Voss. Er hat zwei leibliche Söhne (* 2016 und * 2019) sowie einen Stiefsohn und wohnt in Berlin.

## Filmographie
- 2002: Böses Erwachen (Kurzfilm)
- 2004: Unser Charly (Fernsehserie, Folge Solo für Charly)
- 2006: Französisch für Anfänger
- 2007: Wettenbach (Fernsehserie)
- 2007: Alles was zählt (Fernsehserie)
- 2007: Ein Fall für KBBG (Kurzfilm)
- 2008: Das Papst-Attentat (Fernsehfilm)
- 2008: Torpedos im Morgengrauen (Dokumentarfilm)
- 2009: Der Mann der kommen wird (L'uomo che verrà)
- 2009: Anna und die Liebe (Fernsehserie)
- 2010: Wie Matrosen (Kurzfilm)
- 2011: Die Superbullen
- 2011: Anna und die Liebe (Fernsehserie)
- 2012: SOKO Köln (Fernsehserie, Folge Bis zum letzten Atemzug)
- 2012: Pastewka (Fernsehserie, Folge Der Masseur)
- 2013: Heiter bis tödlich: Zwischen den Zeilen (Fernsehserie, Folge Der Taube auf dem Dach)
- 2013: SOKO Wismar (Fernsehserie, Folge Unterm Hammer)
- 2014: Der Kriminalist (Fernsehserie, Folge Rex Solus)
- 2015: SOKO Leipzig (Fernsehserie, Folge Der dunkle Feind)
- 2016: Tierärztin Dr. Mertens (Fernsehserie, Folge Ungebetene Gäste)
- 2016–2021: Gute Zeiten, schlechte Zeiten (Fernsehserie)

## Theater
- 1998: Hair (Staatstheater Wiesbaden)
- 2001: Sommernachtstraum (Freilichtbühne Cap Arcona)
- 2001: Cyrano de bergerac (Freilichtbühne Cap Arcona)
- 2001: Romeo and Juliet (Keller Theatre US Army Gießen)
- 2002: Doctor Caligari (Deutsches Theater Berlin)
- 2004–2006: Richard II (Bat Studiotheater)
- 2005–2006: Philotas (Neue Bühne Senftenberg)
- 2006–2007: Gefährliche Liebschaften (Theater am Neumarkt, Zürich)
- 2008: Drei Adleraugen (Gesicht zeigen!)
- 2010: Rumpelstil (Astrid Lindgren Bühne)
- 2011: Meisterdetektiv Kalle Blomquist (Astrid Lindgren Bühne)
- 2013: Gefährten (Theater des Westens, Berlin), als Leutnant Nicholls

## Projekte als Synchronsprecher
- 2002: City of God (Cidade de Deus)
- 2002: Bad Company – Die Welt ist in guten Händen (Bad Company)
- 2004: Kinsey – Die Wahrheit über Sex (Kinsey)
- 2004–2006: Desperate Housewives (Fernsehserie)
- 2007: Newport Harbor (Fernsehserie)
- 2008: Unter Kontrolle (Surveillance)
- 2009: Upper East Side Love
- 2010: The Social Network
- 2011: Taras Welten (United States of Tara, Fernsehserie)
- 2011: Maid-sama (Kaichou wa Maid-sama)
- 2011: In Time – Deine Zeit läuft ab (In Time)

## Awards
- 2001: Topper Award (nominiert)